# Anka Butorac
Anka Butorac, hrvaška komunistka in narodni heroj, * 27. avgust 1906, † 19. januar 1942.